# Їржі Ортен
Їржі Ортен (чес. Jiří Orten, при нар. Їржі Огренштайн; 30 серпня 1919, Кутна Гора — 1 вересня 1941, Прага) — чеський поет.

## Біографія
Походив із сім’ї єврейського торговця. Закінчивши середню школу, восени 1936 року Ортен переїхав до Праги. Після невдалих вступних іспитів до Празької консерваторії він навчався у мовній школі та працював архіваріусом у фірмі Кредітон. У 1937 році вступив на драматичне відділення Празької консерваторії  наслідуючи приклад старшого брата – театрального діяча Оти Орнеста (1913–2002).
Незабаром після приїзду до Праги Ортен почав активно брати участь у культурному житті. У 1936–1937 роках він співпрацював із редакцією Haló noviny, писав літературні й театральні рецензії для журналів Panoráma, Čteme та Rozhledy. Проте найбільше часу він присвячував театру, виступаючи як актор і декламатор. Він також адаптував для сцени твори Ф. Жамма, Г. Аполлінера та А. Жіда. 
У 1939 році був виключений з консерваторії через єврейське походження, а також позбавлений права на участь у публічному мистецькому житті. Він продовжив публікуватися під псевдонімами (К. Їлек, Й. Якуб) у періодичних виданнях за підтримки Ф. Галаса та друзів. Його щоденники «Modrá kniha», «Žíhaná kniha» та «Červená kniha» (1938–1941), що містять не тільки особисті записи, а й уривки з листів, списки літератури та публікацій, дають змогу ширше зрозуміти життя письменника.
Зростаючі репресії окупантів поступово унеможливили його творчу діяльність. Навесні 1939 року він відмовився від еміграції. Працював у Єврейській релігійній громаді в Празі, де співпрацював із редакцією Židovské listy. Також виконував сезонні сільськогосподарські роботи у різних містах – Празі, Кутній Горі, Кралупах, Остраві тощо.
30 серпня 1941 року, у свій день народження, його збило авто швидкої допомоги. Спочатку його доправили до міської лікарні, але через єврейське походження йому відмовили у лікуванні, і перемістили до спеціального єврейського госпіталю, де він помер через два дні.

## Творчість
У 1930-х роках він почав друкувати вірші та короткі прозові твори в журналах. Його ранні тексти були натхнені Ф. Жаммом, але згодом він виробив власний стиль, який із часом розвинувся від простих мелодійних віршів до драматичних текстів, насичених оксиморонами, роздумами та експресією. Попри ранній інтерес до комунізму, в його творчості поступово почали з'являтися релігійні мотиви, зокрема теми з Книги Йова та роздуми про Бога.

###### Під час окупації опублікував збірки
- «Čítanka jaro» (1939)[5]
- «Cesta k mrazu» (1940)[6]
- «Ohnice» (1941)[7]
- «Jeremiášův pláč» (1941)[8]

Посмертно була видана збірка «Elegie» (написана у 1946) – цикл із дев’яти поем, які підсумовували його погляди на світ. Він підготував її до друку, але через репресії не опублікував за життя. 
Його творчість мала великий вплив на чеську поезію та залишилася символом трагічної долі поета під час окупації. Серед чеської молоді він здобув певний культовий статус, але згодом комуністична влада заборонила його творчість. Лише під час Празької весни його роботи знову отримали визнання, і поступово його ім'я було реабілітоване.
На його честь з 1993 року в Кутній Горі проводиться фестиваль Ortenova Kutná Hora. Його ім’я також пов’язане з однойменним літературним конкурсом для молодих авторів поезії та чеською поетичною премією. У 1991 році одна з празьких площ була названа на його честь.

###### Переклади
Деякі поезії з його збірок перекладалися українською мовою, зокрема «Крик», «Провесна», «Рана», «Це ж, братику, війна» переклав Г. Кочур.  